# Missua
Missua (łac. Diocesis Missuensis) – stolica historycznej diecezji w Cesarstwie rzymskim w prowincji Afryka Prokonsularna, sufragania metropolii Kartagina. Współcześnie w Tunezji. Obecnie katolickie biskupstwo tytularne.

## Biskupi tytularni
| Lp. | Biskup                 | Funkcja                                       | Od                   | Do               |
| --- | ---------------------- | --------------------------------------------- | -------------------- | ---------------- |
| 1   | Adolphe Proulx         | biskup pomocniczy Sault Sainte Marie (Kanada) | 2 stycznia 1965      | 28 kwietnia 1967 |
| 2   | Giovanni Mariani       | nuncjusz apostolski                           | 16 października 1967 | 23 stycznia 1991 |
| 3   | Paul Vollmar           | biskup pomocniczy Chur (Szwajcaria)           | 4 marca 1993         | 2 maja 2021      |
| 4   | Cícero Alves de França | biskup pomocniczy São Paulo (Brazylia)        | 3 marca 2022         |                  |